# Dalia Blimke-Dereń
Dalia Blimke-Dereń (ur. 20 maja 1979 w Tychach) – polska szachistka, mistrzyni międzynarodowa od 1998 roku.

## Kariera szachowa
W 1991 r. zdobyła w Warszawie tytuł mistrzyni świata juniorek do lat 12. W kolejnych latach wielokrotnie reprezentowała barwy Polski na turniejach o mistrzostwo świata oraz Europy juniorek w różnych kategoriach wiekowych. W 1996 r. zdobyła tytuł mistrzyni Polski do lat 18, natomiast w 1999 – złoty medal na drużynowych mistrzostwach świata juniorów do lat 20 w Rio de Janeiro. Rok później zdobyła dwa medale mistrzostw kraju: srebrny w grze błyskawicznej oraz brązowy – w szachach szybkich. W latach 1994–2001 sześciokrotnie wystąpiła w finałach mistrzostw Polski seniorek. Najlepszy wynik osiągnęła w 1997 w Cisnej, zajmując IV miejsce. W tym samym roku zajęła również II miejsce (za Olgą Aleksandrową) w otwartym turnieju w Frydku-Mistku. W 2003 r. zajęła V miejsce w arcymistrzowskim turnieju w Belgradzie.
Najwyższy ranking w karierze osiągnęła 1 stycznia 1999 r., z wynikiem 2281 punktów zajmowała wówczas 6. miejsce wśród polskich szachistek.